# Musée de Préhistoire d’Île-de-France

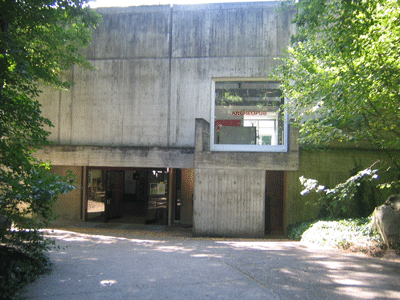
Musée départemental de Préhistoire d’Île-de-France

Das Musée départemental de Préhistoire d’Île-de-France (deutsch Départementmuseum für Ur- und Frühgeschichte der Île-de-France) in Nemours im Département Seine-et-Marne ist ein Départementmuseum mit regionaler Ausrichtung. Es präsentiert die Vorgeschichte des Pariser Beckens (Île-de-France), von den ersten Überresten, die die Anwesenheit des Menschen vor mehr als 500.000 Jahren bezeugen, bis zum Ende der gallischen Zeit im letzten Viertel des 1. Jahrhunderts v. Chr.
Das 1980 fertiggestellte Gebäude aus Beton und Glas ist das Werk des Architekten Roland Simounet.

## Allgemeine Präsentation
Das Museum schmiegt sich an den natürlichen Hang des Geländes und ist von einem Wald regionaler Baumarten (Kiefern, Eichen, Birken, Hainbuchen, Haselnüsse, Akazien usw.) und Sandsteinblöcken umgeben. Das malerische Naturgebiet ist Teil des Waldes von Nemours-Poligny, der wiederum eine südliche Erweiterung des Waldes von Fontainebleau darstellt.
Der Rundgang durch das Museum ist chronologisch. Die um Terrassengärten verteilten Räume mit der Flora der verschiedenen Epochen der Vorgeschichte sind durch große Erkerfenster weitgehend nach außen hin offen. Große Bodenabdrücke (von den prähistorischen Stätten Pincevent und Étiolles) ermöglichen eine Erinnerung an die Ausgrabungsarbeiten und bieten die Möglichkeit, die archäologischen Überreste so zu zeigen, wie sie aussehen, wenn die Archäologen sie entdecken. Der Rundgang endet mit der Präsentation eines großen Einbaums aus der Karolingerzeit, der in einem alten Seine-Kanal in Noyen-sur-Seine (Seine-et-Marne) entdeckt wurde.
Das Musée de Préhistoire d’Île-de-France bietet ein flexibles Programm, das auf die Interessen und Bedürfnisse von Schulgruppen, Erwachsenen, Einzelbesuchern und Menschen mit Behinderungen zugeschnitten ist.